# Amsonia tabernaemontana
Amsonia tabernaemontana is een meerjarige plant afkomstig uit Noord-Amerika en behorend tot de familie Apocynaceae (maagdenpalmfamilie). Het is een trage groeier die floreert in vochthoudende bodem. De ideale standplaatsen bevinden zich in volle zon gedeeld met halfschaduw. De voortplanting gebeurt door zaadpeulen.  Andere Nederlandse benamingen zijn: blauwe ster of stermaagdenpalm. Deze plant werd voor het eerst beschreven door de botanicus Thomas Walter die leefde van omstreeks 1740 tot 17 januari 1789, in zijn in het Latijn opgesteld werk Flora Caroliniana (1788).  Zijn Flora Caroliniana is de eerste flora in Noord-Amerika die zich baseerde op de binomiale nomenclatuur van Carolus Linnaeus. Achtentachtig plantensoorten en één geslacht, Amsonia, dragen nog steeds de namen die door Thomas Walter in zijn Flora Caroliniana werden gegeven.

## Groeiwijze
Amsonia tabernaemontana houdt van vochtige, niet uitdrogende grond. Deze plant wordt gekenmerkt door lange lancetvormige bladeren die verspreid tegenover elkaar op de stengel staan en een stervormig lichtblauw bloempje dat in trossen staat. De hoogte varieert van 80 cm tot 1 meter. De bloeitijd is in juni en juli. Het is het gehele jaar door een groenblijvende plant en in de herfst verkleuren de blaadjes naar geelgroen.  

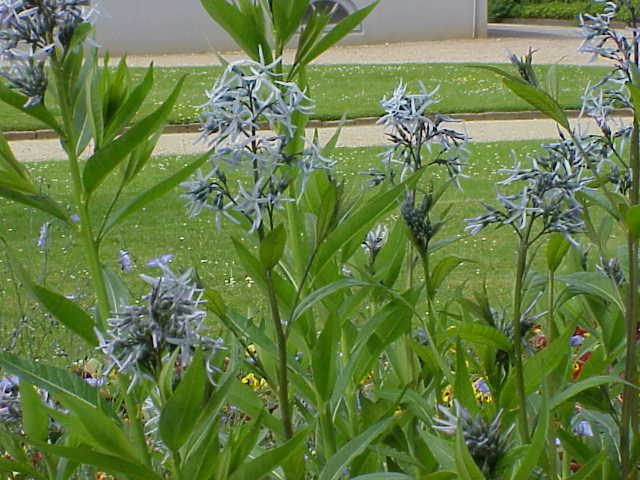
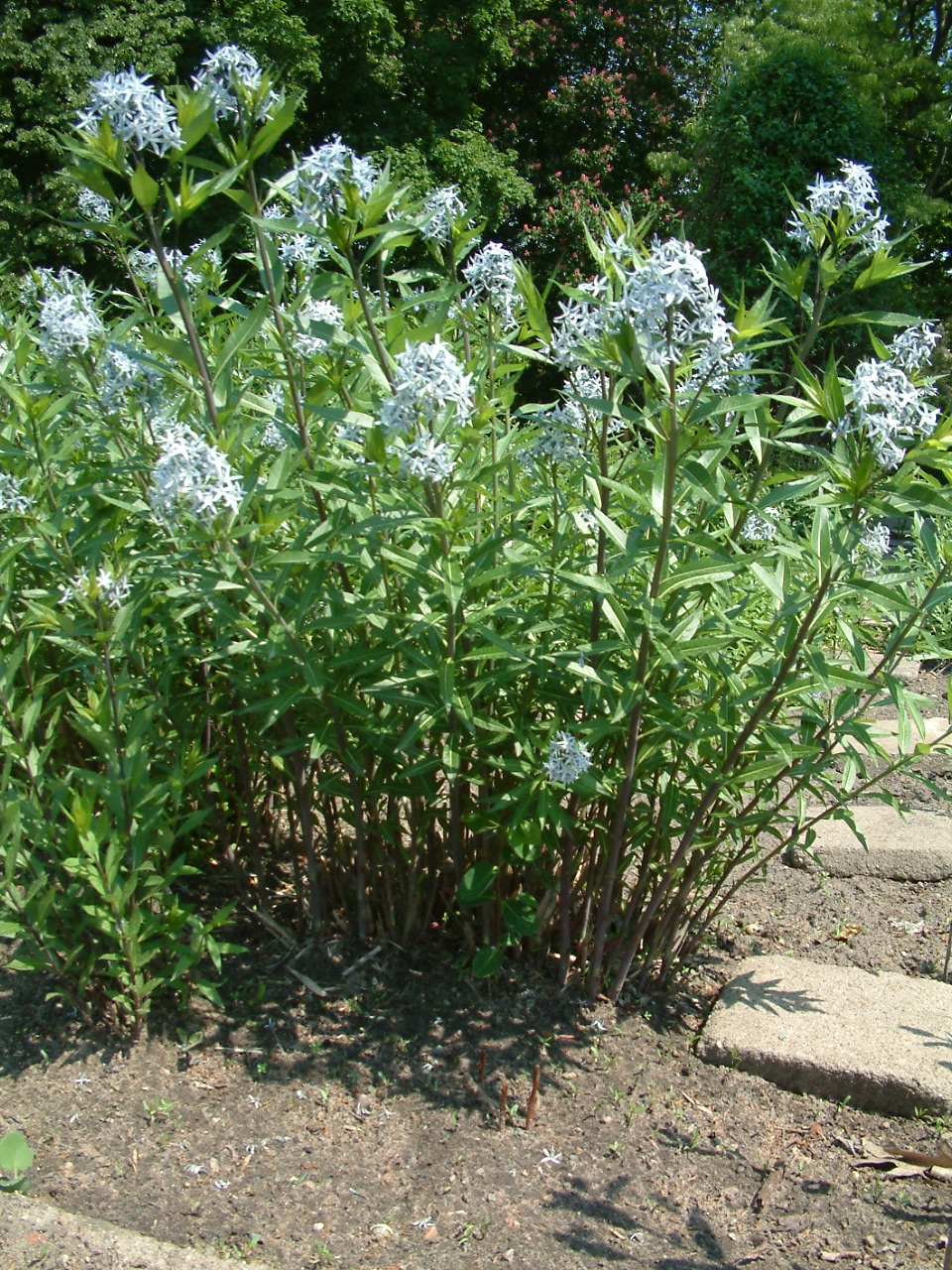

Eén van de cultivars is Amsonia tabernaemontana 'Blue Ice' (zie de foto rechts boven de taxonomische indeling).  Door haar sierlijk voorkomen en haar mooie blauwe bloei in trosjes wordt Amsonia tabernaemontana vaak gebruikt om siertuinen op te fleuren.  

## Oorsprong
Amsonia tabernaemontana komt algemeen voor in het noordoosten alsook in het zuidoosten en het centrale zuiden van de Verenigde Staten.   De benaming in het Engels is eastern bluestar en in het Duits luidt het Texas-Amsonie.